# 모하메드 나시드
모하메드 나시드(디베히어: މުހައްމަދު ނަޝީދު, 문화어: 모하메드 나쉬드, 1967년 5월 17일~)는 몰디브의 4대 대통령이다.몰디브 민주당의 설립자이자 2008년 몰디브 대통령 선거의 대통령 후보였으며, 장기 집권한 대통령 마우문 압둘 가윰을 패배시켰다. 2008년 11월 11일에 대통령으로 취임하였다.
나시드는 보통 몰디브에서 Anni로서 알려져 있으며 이전 말레 의회의 구성원이다. 또한 가윰과 그의 정책의 노골적인 비평가였으며, 가윰 정부를 비판한 대가로 체포되어 몇년간 수차례 옥살이를 하였다.

## 2008년 대통령 선거
2008년 10월 28일에 있었던 선거결과, 87%의 투표율 가운데, 46%의 마우문 압둘 가윰을 54%로 눌러 대선에서 승리했으며, 이에 몰디브의 새로운 대통령으로 당선되었다.

## 대통령 재임 기간

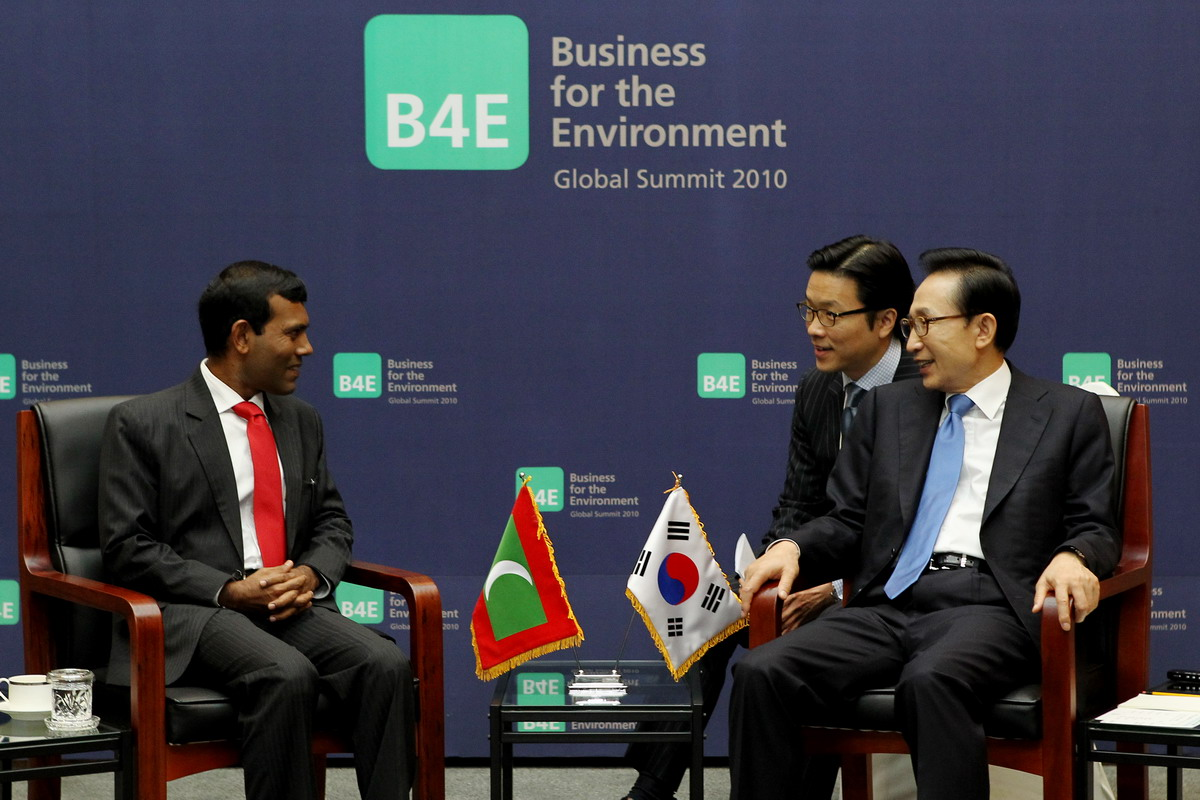
이명박 대한민국 대통령과의 회담 (2010)

2009년 10월 17일 키리푸시 섬 6 m 해저에서 세계 최초의 수중 각료 회의를 열어, 수몰 위기에 놓인 국가를 구하기 위한 결의안을 채택했다. 2010년 4월에 서울에서 열린 제4회 세계경제계 환경회의 (B4E) 참석차 대한민국을 방문했으며, 4월 22일에 지구온난화와 싸운 공로를 인정받아 《지구환경대상》을 수상했다. 2012년 2월 7일, 대통령에서 물러났다.

## 역대 선거 결과
| 선거명      | 직책명          | 대수 | 정당          | 득표율 | 득표수    | 결과 | 당락 |
| ----------- | --------------- | ---- | ------------- | ------ | --------- | ---- | ---- |
| 2008년 선거 | 몰디브의 대통령 | 4대  | 몰디브 민주당 | 54.21% | 97,222표  | 1위  |      |
| 2013년 선거 | 몰디브의 대통령 | 6대  | 몰디브 민주당 | 48.61% | 105,181표 | 2위  | 낙선 |